# Hermann Menkes
Hermann Menkes (geboren am 15. Juli 1869 in Brody; gestorben am 11. Juni 1931 in Wien) war ein österreichischer Kulturjournalist und Schriftsteller. Seine Texte erschienen auch unter den Kürzeln „H.M.“, „h.m.“, „m.“ und „–s“.

## Leben
Menkes wurde 1869 in Brody als Sohn von Jacob I. Menkes und Betty, geborene Lewin, geboren. Sein Großvater Abraham Jizschak Menkes spielte eine hervorragende Rolle im jüdischen Lemberg und verantwortete zwei Talmud-Ausgaben. Nathan Michael Gelber war ein Verwandter von ihm. Deutsch soll Menkes als Autodidakt gelernt haben. Zum Studium ging er 1889/1890 nach Berlin, wo er sich mit Ludwig Jacobowski anfreundete. Danach kehrte er kurz nach Brody zurück, bevor er nach Wien übersiedelte, wo er in den Anfängen im Kreis der Autoren aktiv war, von denen Arthur Schnitzler, Hugo von Hofmannsthal und andere als „Jung-Wien“ berühmt wurden. Er soll dazu beigetragen haben, dass Schnitzlers Das Märchen vom Verleger akzeptiert wurde. Menkes bemühte sich, Zeitschriftenprojekte umzusetzen, aber ohne Erfolg. 1901 war er als „Directionssekretär“ für Felix Salten und das von ihm geplante Kabarett Jung-Wiener Theater zum lieben Augustin tätig, doch konnte sich dieses nicht etablieren und wurde schnell wieder eingestellt. 1905 wurde er Redakteur beim Czernowitzer Tagblatt. Zwei Jahre später wurde er Journalist beim Neuen Wiener Journal, wo er bis zum Lebensende bleiben sollte. Seine Hauptgebiete waren Literatur, Kunst und Theater.
Literarisch ist an seinen Erzählungen und Novellen vor allem der Schauplatz interessant, da diese häufig in Galizien, im „Schtetl“ und überhaupt im Osten der österreichisch-ungarischen Monarchie angesiedelt sind.
Um die Jahrhundertwende heiratete Menkes. Aus der Ehe ging ein Sohn hervor. Gattin und Kind überlebten ihn beide.
Er verfasste zeitlebens viele Zeitungstexte, Feuilletons und Aufsätze. Dazu gehören auch home stories mit Hofmannsthal, Hermann Bahr, Marie Gutheil-Schoder, Anna Bahr-Mildenburg, Schnitzler, Julius Bittner und Richard Strauss, die von Ursula Renner 2016 neu herausgegeben wurden.

## Werke
- Skizzenbuch eines Einsamen. Dresden/Leipzig: E. Pierson’s Verlag 1891.
  - Rezension von Friedrich M. Fels: Von neuen Romanen. In: Moderne Rundschau, Jg. 5, H. 1, 1. Oktober 1891, S. 20–24.
- Novellen. Berlin: Freund & Jeckel 1894
- Die Jüdin Leonora und andere Novellen. Wien u. a.: Interterritor. Verlag „Renaissance“, Kommission: Leipzig: Fleischer 1923
- Isidor Kaufmann. Geleitwort von H. P. Chajes. Wien: Manz 1925.